# Himmelbjerget

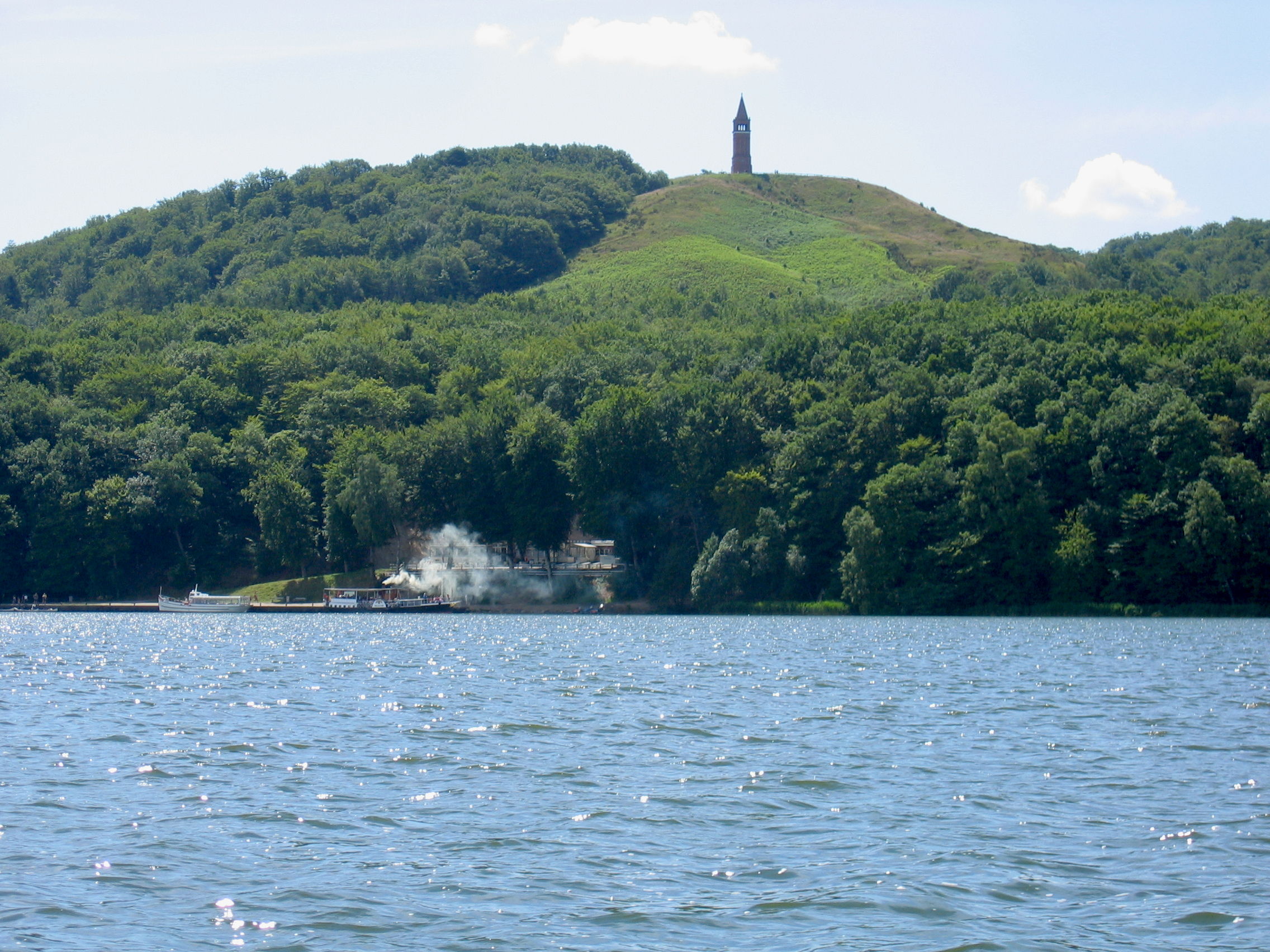
Der Himmelbjerget vom Julsee aus gesehen

Der Himmelbjerget (deutsch: der Himmelberg) ist ein 147 m hoher Hügel in Dänemark zwischen den Orten Ry und Silkeborg. Bis zu genaueren Landvermessungen 1847 galt er als höchste Erhebung Dänemarks. Sein Gipfel ist wegen der schönen Aussicht über den Julsee (dänisch: Julsø) ein beliebtes Ausflugsziel. 
Der 25 m hohe Aussichtsturm wurde 1874/75 nach Plänen von L.P. Fenger errichtet und König Friedrich VII. gewidmet, der dem Land 1849 eine moderne, demokratische Verfassung (Grundgesetz) gegeben hatte. Die Medaillons mit Porträtreliefs des Königs und die Ehrenkränze wurden 1891 hinzugefügt.
In unmittelbarer Nähe erinnern Gedenksteine an den Dichter Steen Steensen Blicher, Kriegsminister und Reformpolitiker Anton Frederik Tscherning, Erzähler Leopold Budde und Vilhelm Beck, Vorsitzender der Inneren Mission der Dänischen Kirche. Außerdem wird an die Einführung des Frauenwahlrechts in Dänemark im Jahre 1915 erinnert.